# Fright Night
Fright Night е дебютният албум на финландската пауър метъл група Стратовариус.
Двата сингъла от този албум – „Future Shock“ и „Black Night“, са реализирани през 1988 г. „Fright Night“ е забележителен пауър метъл албум, защото е един от първите в този жанр заедно с „Keeper of the Seven Keys“ на Хелоуин.
Албумът е записан във Finnvox Studios и продуциран от Стратовариус. Цялата музика е написана от Толки. Текстовете са дело на Ласила, с изключение на „False Messiah“ и „Darkness“ от Толки, „Future Shock“ и „Fright Night“ от Ласила/Толки. Автор на обложката е английския художник Патрик Уудроуф (на английски: Patrick Woodroffe).
Албумът е преиздаден от „Monsters of Rock Records“ през 2002 г.

## Участници
- Тимо Толки – китара, вокали
- Юрки Лентонен – бас китара
- Анти Иконен – клавишни
- Туомо Ласила – ударни

|  | Тази страница частично или изцяло представлява превод на страницата Fright Night (album) в Уикипедия на английски. Оригиналният текст, както и този превод, са защитени от Лиценза „Криейтив Комънс – Признание – Споделяне на споделеното“, а за съдържание, създадено преди юни 2009 година – от Лиценза за свободна документация на ГНУ. Прегледайте историята на редакциите на оригиналната страница, както и на преводната страница, за да видите списъка на съавторите. ВАЖНО: Този шаблон се отнася единствено до авторските права върху съдържанието на статията. Добавянето му не отменя изискването да се посочват конкретни източници на твърденията, които да бъдат благонадеждни. |